# 萊奧尼鎮區 (密歇根州)
萊奧尼鎮區（英語：Leoni Township）是位於美國密歇根州傑克遜縣的一個行政鎮區。

## 地方資料
萊奧尼鎮區的面積為132.70平方千米，當中陸地面積為125.80平方千米，而水域面積為6.90平方千米。根據2020年美國人口普查的數據，當地共有人口13847人，而人口密度為每平方千米104.35人。